# José Joaquim Lopes
José Joaquim Lopes (Salvador, 24 de outubro de 1803 — Desterro, 6 de abril de 1894) foi um jornalista e político brasileiro.

## Biografia
Filho de Jerônimo José Lopes e de Ana Maria de São José. Ainda jovem participou das lutas pela Independência da Bahia, ao término da qual, com a dissolução do seu batalhão, mudou-se para Santa Catarina, onde ocuparia o cargo de professor.
Fundou os jornais "O Argos da Província de Santa Catarina", "O Conservador" e "O Despertador" (1863 a 1885), em Desterro. Joaquim ainda fundou o primeiro jornal de Laguna, com o nome de "O Pyriliampo"  
Foi deputado à Assembleia Legislativa Provincial de Santa Catarina na 8ª legislatura, de 1850 a 1851, na 9ª legislatura, de 1852 a 1853, na 10ª legislatura, de 1854 a 1855 e na 14ª legislatura, de 1862 a 1863.
Alistado como praça voluntário na Guerra da Cisplatina, foi ferido na Batalha de Ituzaingó.
Em 1826, pelo Conselho Geral da Província, foi criada uma escola em Laguna, na qual era mestre-escola o baiano José Joaquim Lopes, o Mestre Lopes.